# Eremulus berlesei
Eremulus berlesei är en kvalsterart som beskrevs av Sandór Mahunka 1977. Eremulus berlesei ingår i släktet Eremulus och familjen Eremulidae. Inga underarter finns listade i Catalogue of Life.